# Região Geográfica Imediata de Santo Antônio-Passa e Fica-Nova Cruz
A Região Geográfica Imediata de Santo Antônio-Passa e Fica-Nova Cruz é uma das 11 regiões imediatas do estado brasileiro do Rio Grande do Norte, uma das 6 regiões imediatas que compõem a Região Geográfica Intermediária de Natal e uma das 509 regiões imediatas no Brasil, criadas pelo IBGE em 2017. É composta de 13 municípios.

## Municípios[3]
| Município             | População Estimativa 2017 | Área (km²) |
| --------------------- | ------------------------- | ---------- |
| Boa Saúde             | 10 096                    | 187,107    |
| Lagoa d'Anta          | 6 793                     | 105,652    |
| Lagoa de Pedras       | 7 579                     | 117,971    |
| Monte das Gameleiras  | 2 178                     | 71,946     |
| Nova Cruz             | 37 695                    | 277,658    |
| Passa e Fica          | 13 099                    | 42,137     |
| Passagem              | 3 109                     | 41,215     |
| Santo Antônio         | 24 220                    | 301,082    |
| São José do Campestre | 13 007                    | 341,115    |
| Serra Caiada          | 10 099                    | 167,345    |
| Serra de São Bento    | 5 870                     | 96,627     |
| Serrinha              | 6 422                     | 193,351    |
| Várzea                | 5 554                     | 72,684     |